# Oh My God (EP)
Oh My God è il quinto EP (secondo della discografia giapponese) del girl group sudcoreano (G)I-dle, pubblicato nel 2020.

## Tracce
1. Oh My God (Japanese version) – 3:15
2. Uh-Oh (Japanese version) – 3:27
3. Senorita (Japanese version) – 3:17
4. Tung-Tung (Empty) – 3:49
5. Dumdi Dumdi (Japanese version) – 3:30